# Campylidium praegracile
Campylidium praegracile là một loài Rêu trong họ Amblystegiaceae. Loài này được (Mitt.) Ochyra mô tả khoa học đầu tiên năm 2003.